# فعون (المهرة)

تعديل مصدري - تعديل

فعون هي إحدى قرى مديرية المسيلة التابعة لمحافظة المهرة، بلغ تعداد سكانها 64 نسمة حسب تعداد اليمن لعام 2004.